# Dimorphanthera amblyornidis
Dimorphanthera amblyornidis är en ljungväxtart som beskrevs av Ferdinand von Mueller. Dimorphanthera amblyornidis ingår i släktet Dimorphanthera och familjen ljungväxter.

## Underarter
Arten delas in i följande underarter:
- D. a. moorhousiana
- D. a. steinii